# Драчинская, Вера Семёновна
Вера Семёновна Драчинская (1892—1984) — советский скульптор.

## Биография
Вера Драчинская родилась в Харькове 31 июля (12 августа) 1892 года (по другим данным — в 1893 году) в семье зоолога Семёна Ивановича Драчинского. Вместе с семьёй переехала в Москву, где Семён Иванович устроился преподавателем Ветеринарной академии. Жили Драчинские на профессорской даче в Кузьминках.
В 1913—1917 годах Вера Драчинская обучалась в рисовальной школе Общества поощрения художеств в Петрограде. В 1917—1924 годах училась в ленинградском Вхутемасе у Г. Р. Залемана и М. Г. Манизера. Выполнила дипломную работу «Юноша» (руководитель В. В. Лишев). Её отец Семён Иванович брал Веру с собой в Париж для ознакомления с художественными музеями.
С 1924 года участвовала в художественных выставках. Работала преимущественно в портретном жанре. Выполнила ряд композиций, садово-парковых скульптур и скульптур малых форм. 
Во время блокады Ленинграда оставалась в городе. Несла дежурство в МПВО. Занималась консервацией скульптур и декоративного убранства Гатчинского дворца. В годы блокады выполнила ряд скульптур: «Горнист», «Пожарница», «За водой», портрет Веры Инбер. В 1949—1958 годах преподавала в ЛВХПУ, где среди её учеников были скульпторы А. С. Антонян и Л. В. Шлидерман.
Умерла в 1984 году. Похоронена на Богословском кладбище Санкт-Петербурга (площадка Военно-медицинской академии, участок 33).

## Работы
Портреты
- И. И. Мечников (гипс, 1926)[1]

Статуэтка «Овчарка»

- М. П. Мусоргский (барельеф — гипс, 1935)[1]
- М. И. Глинка (барельеф — гипс, 1935)[1]
- «Мама» (глина, 1941)[1]
- В. М. Инбер (гипс — 1942, мрамор — 1946)[1]
- Адмирал И. С. Юмашев (гипс, 1945, ЦВММ)[1]
- Академик А. А. Бойков (мрамор, 1946)[1]
- «Стахановец» (гипс, 1950)[1]
- Н. А. Добролюбов (барельеф — гипс, 1951)[1]
- Ф. И. Шубин (барельеф — гипс, 1956, Академия Штиглица)[1]
- «Школьный возраст» («Девочка», гипс, 1960, Смоленский государственный музей-заповедник)[1]
- В. А. Атлантов (гипс, 1967; вариант — мрамор, 1970)[1]

Гипсовые композиции
- «Девочка с обезьянкой» (1934)[1]
- «Работница-резинщица» («Работница резинового цеха», 1937)[1]
- «С донесением» (1939)[1]
- «Пожарница» (1944)[1]
- «В дни блокады» (1945)[1]
- «Балтиец» (1949)[1]
- «Подруги» (1961)[1]

Цементные барельефы
- Кинотеатр «Москва» (1938—1939)[1]
- Вестибюль Технологического института (1939)[1]
- Конференц-зал Мемориального музея-лицея в городе Пушкин (1949)[1]

Садово-парковые скульптуры
- «Физкультурник» и «Физкультурница» (цемент, 1934)[1]
- «Мальчик с жеребёнком» (гипс, 1937)[1]
- «Подруги» (гипс, 1961)[1]
- «Юный тренер» (гипс, 1967—1968)[1]

Фарфоровые статуэтки
- «Лайка» (1947)[1]
- «Овчарка» (1947 и 1950)[1]
- «Бульдог» (1948)[1]
- «Юннатка с джейраном» (1957)[1]
- «Малыш» (1967)[1]

## Адреса
В 1960—1980 годах жила в Ленинграде по адресу: ул. Блохина, д. 2/77, лит. А (дом Л. Л. Кёнига).

## Семья
- Отец — Семён Иванович Драчинский (1866—1935) — протозоолог, эпизоотолог, профессор[3]
  - Брат — Пётр Семенович Драчинский (1888—1938) — инженер-строитель[3]
  - Сестра — Елизавета Семёновна Драчинская (1894—1969) — хирург[2]